# Ivabradina
La ivabradina, que se vende bajo la marca Procoralan, entre otras. Es un medicamento que se usa para el dolor torácico estable a largo plazo relacionado con el corazón y la insuficiencia cardíaca . Se puede usar cuando la frecuencia cardíaca es de al menos 70 latidos por minuto y la afección no se controla por completo con betabloqueantes . Se toma por vía oral.
Entre los efectos secundarios más frecuentes se encuentran la aparición temporal de «brillo» y la disminución de la frecuencia cardiaca. Otros efectos secundarios pueden ser la fibrilación auricular y el angioedema. Su uso durante el embarazo puede dañar al bebé. Actúa bloqueando la corriente en el nódulo sinusal, lo que disminuye la frecuencia cardiaca.
La ivabradina se aprobó para uso médico en Europa en 2005 y en los Estados Unidos en 2015. Está disponible como medicamento genérico. En el Reino Unido, 4 semanas de medicación le cuestan al NHS unas 5 libras . En Estados Unidos esta cantidad cuesta unos 450 dólares.